# Kreiseltheodolit

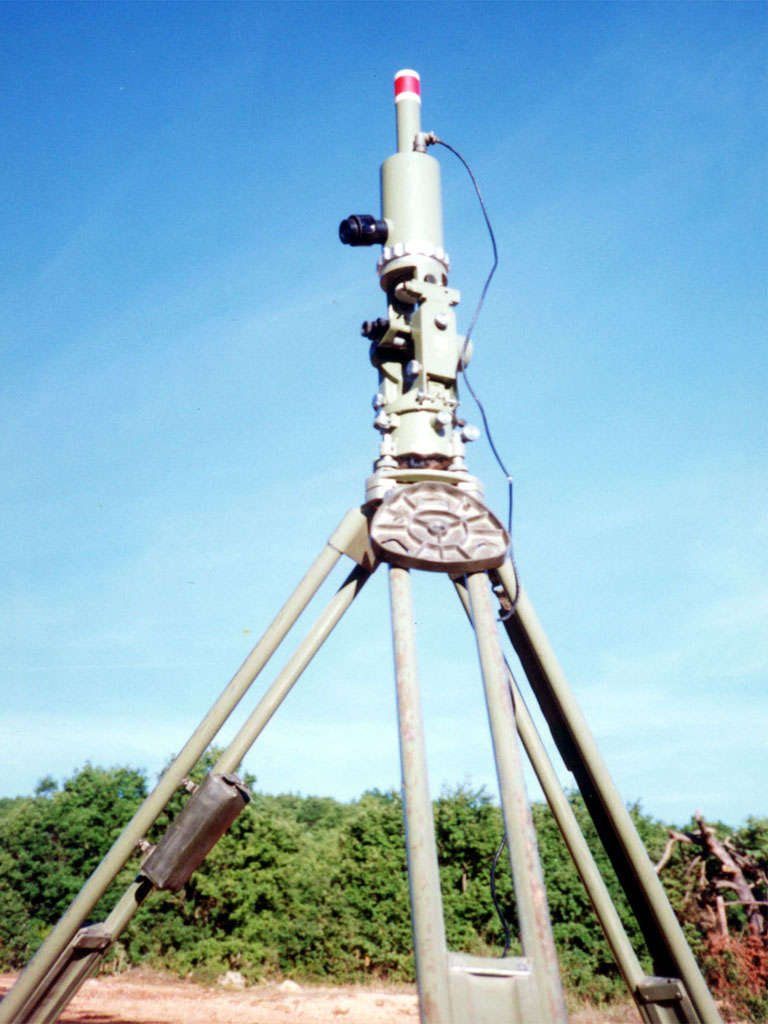
Wild GAK als Aufsatz auf Wild T16

Horizontal gefesselter Rotor als Prototyp eines Vermessungskreisels. Statt des Hakens wäre die Aufhängung an einem Torsionsfaden zu denken.

Ein Kreiseltheodolit oder Vermessungskreisel ist ein spezielles geodätisches Mess- und Kreiselinstrument, das für genaue Richtungsbestimmungen unter Tage dient.
Beim Kreiseltheodolit ist ein Kreiselinstrument zur absoluten Richtungsbestimmung in den Theodolit integriert. Dieser Kreisel und seine Aufhängung befinden sich unter der Alhidade des Theodolits. Der Vermessungskreisel ist ein Zusatz-Kreiselinstrument, das auf den Rahmen des Theodolits aufgesetzt wird. Vermessungskreisel sind nicht mehr gebräuchlich.

## Aufbau
Der im Unterbau montierte Kreisel – der wie alle Gyroskope ein empfindliches, feinmechanisches Gerät ist – hat damit einen geringeren Bodenabstand als die übrigen Messeinheiten, was zur Verringerung mechanischer Störungen (Stöße, Schwingungen etc.) beiträgt. Durch diese Bauweise haben die meisten Kreiseltheodolite eine gedrungene Form und benötigen spezielle Stative mit großem Stativteller, in dessen Loch der Kreiselzylinder hängt.
Als Messsensor dient ein sehr rasch rotierender, zylindrischer Kreisel mit waagrechter Achse, der an einem Torsionsband aufgehängt ist. Ein solcher horizontal gefesselter Kreisel besitzt die Eigenschaft, nordsuchend zu sein und wird zu einem Torsionspendel: Die Drehachse des Rotationskörpers erleidet durch die Erdrotation eine langsame Verschwenkung (Präzession) und trachtet, sich – wie beim Kreiselkompass – parallel zur Erdachse zu stellen. Unter der Wirkung des Torsionsbandes geht diese Präzession in eine Drehschwingung über, die als gedämpfte Schwingung um die geografische Nordrichtung abläuft.

## Messmethode und Genauigkeit
Mit speziellen Zusatzeinrichtungen wird dieser Schwingungsvorgang, dessen Periode im Bereich von Zehnerminuten liegt, analysiert und das Instrument sukzessive in die genaue Nordrichtung gedreht. Bei früheren Instrumenten (z. B. der GK-Typenreihe von Wild) erfolgte diese Nachführung manuell, indem der Beobachter die Kreiselschwingung entweder anhand ihrer Umkehrpunkte oder mittels Durchgangs-Methode analysierte oder sie in raschen Näherungsverfahren bzw. grafisch auswertete. Neuere, teilautomatisierte Geräte drehen den Kreiselrahmen durch feine elektronische Stellkreise nach.
Durch die kreiseltheoretische Anbindung an die Erdrotation liefern Kreiseltheodolite astronomische Azimute, ebenso wie die Verfahren der Astrogeodäsie, sind jedoch etwas ungenauer. Die Genauigkeit der Richtungsmessung beträgt (je nach Aufwand bei den Messreihen) etwa 1 bis 3 mgon (3 bis 10 Winkelsekunden). Durch Kreiselazimute kann bei untertägigen Polygonzügen eine ähnlich richtungsstabilisierende Wirkung wie bei Sonnen- oder Laplace-Azimuten in oberirdischen Vermessungsnetzen erzielt werden. Bei dem für den Ruhr-Bergbau entwickelten Gyromat wird bereits nach kurzer Zeit eine Genauigkeit von einigen Milligon erreicht, die bei länger ausgedehnten Messreihen noch gesteigert werden kann.
Prinzipiell ließe sich die Genauigkeit noch steigern, doch ist der Markt für solche Instrumente relativ klein, was auch mit anderen Weiterentwicklungen der Untertage-Messtechnik und oberirdischen GPS-Netzen zu tun hat. Die Technik, die z. B. im automatischen Gyromat oder in leichten Messplattformen für die Trägheitsnavigation verwirklicht ist, würde eine Messgenauigkeit bis knapp unter 1″ ermöglichen.

## Anwendung
Kreiseltheodolite werden im Tunnel- und Bergbau bei der Bestimmung der Durchschlagsrichtung eingesetzt. Einfachere Kreiselinstrumente fanden vor der Einführung der Satellitenpositionierung Anwendung im militärischen Bereich bei der Richtungsbestimmung für Artillerie- und Raketeneinheiten sowie bei den Militärtopographen, da sie die einzige Möglichkeit darstellten, ohne ein Lagefestpunktfeld exakte Richtungsangaben zu machen.

## Hersteller
Hersteller von Kreiseltheodoliten sind oder waren u. a. die Firmen Askania (Berlin), Wild (Heerbrugg), MOM (Budapest) und Deutsche Montan Technologie.

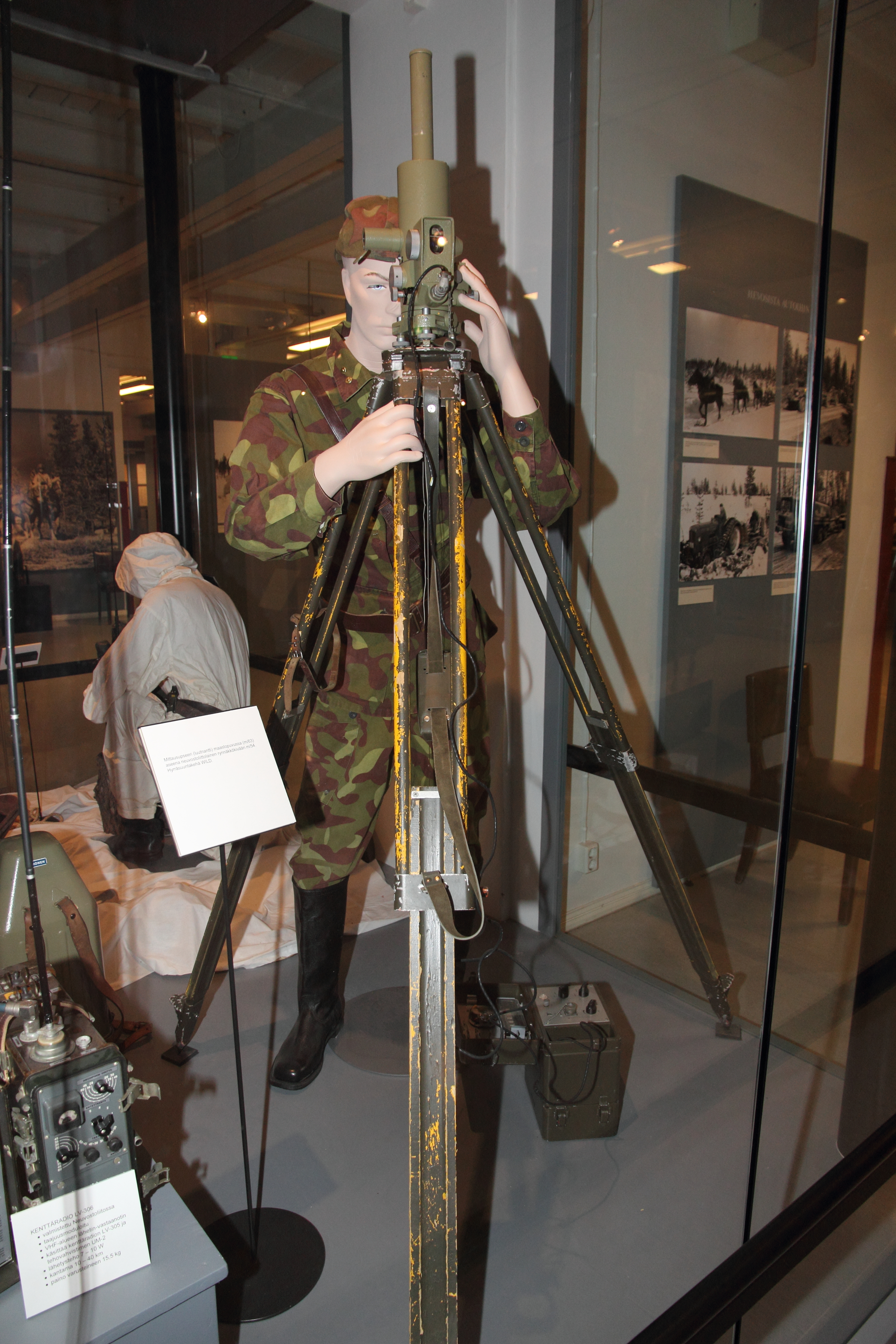
Wild-Kreiseltheodolit der finnischen Artillerie
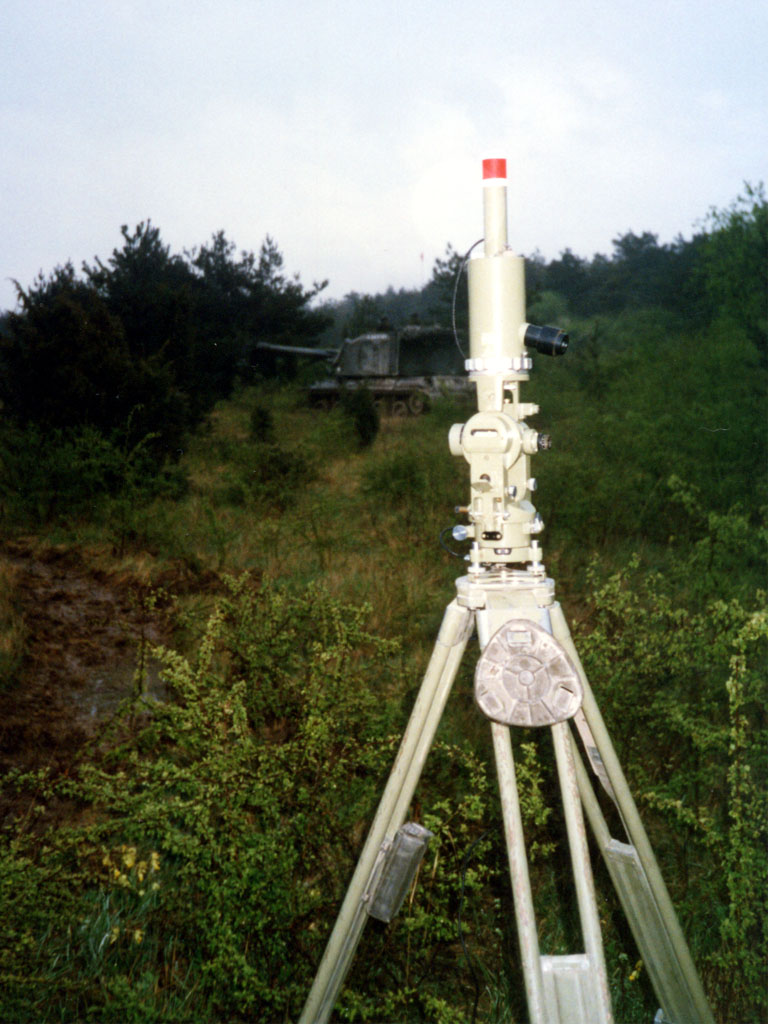
Einsatz bei der französischen Artillerie
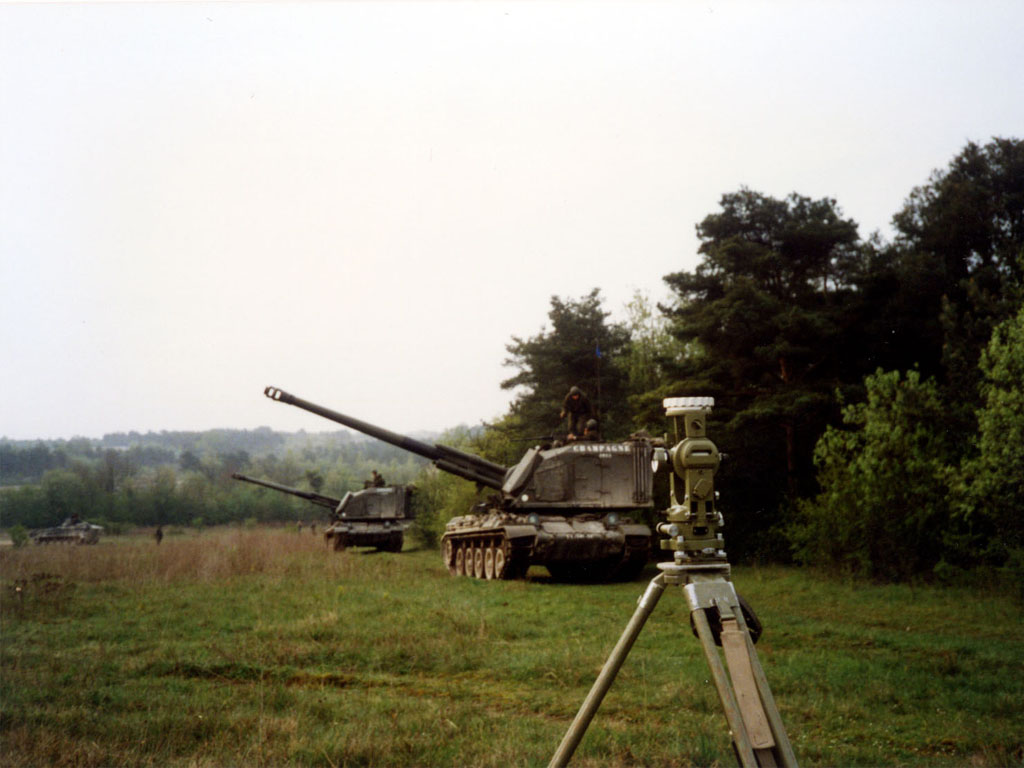
Einsatz bei der französischen Artillerie